# Артуазская гончая
Артуазская гончая, или гончая д’Артуа (фр. chien d'Artois), — порода собак, выведенная во Франции.

## История породы
Артуазская гончая — одна из пород французских гончих. Чистый тип артуазской гончей был приведён к почти полному разрушению из-за бесчисленных скрещиваний английских подружейных собак с брике. Сегодня потомки артуазских гончих сохраняются в чистоте, и численность их растёт. Они используются для охоты на некрупную дичь.

## Внешний вид
Внешние черты: небольшой размер, крепкое сложение, хорошие пропорции, широкая голова, тёмные глаза, плотный и гладкий шёрстный покров из тонкого волоса, плоские крупные уши, небольшие складки на морде. Трёхцветный окрас состоит из белого, тёмно-рыжего и угольно-чёрного.
Высота в холке — 52—59 см, вес 28—30 кг.